# Daniel Jones (musicien)
Pour les articles homonymes, voir Daniel Jones et Jones.
Daniel Jones, né le 22 juillet 1973 à Southend-on-Sea, est un musicien, producteur de musique et compositeur australien.
Il a notamment fait partie du duo pop Savage Garden avec Darren Hayes. Il a, depuis la séparation du groupe, fondé sa propre société de production Meridien Musik ainsi que le studio d'enregistrement Level 7 Studios.